# Đoàn Khuê
Đoàn Khuê (Provincia di Quang Tri, 23 ottobre 1923 – Hanoi, 16 gennaio 1999) è stato un generale e politico vietnamita, è stato ministro della difesa del Vietnam dal 1991 al 1997.

## Biografia
Đoàn Khuê è nato il 23 ottobre 1923 nella Provincia di Quang Tri, ha aderito al Partito Comunista del Vietnam nel 1945 e ha servito come commissario militare del comitato provinciale della sua regione natale.
Đoàn ha detenuto diverse posizioni durante la resistenza contro i francesi (Guerra d'Indocina): Vice-commissario politico e commissario politico di un reggimento. Altre posizioni da lui tenute sono le seguenti:
- Commissario politico della 351ª divisione d'artiglieria dei Viet Minh
- Vice-commissario politico della 3ª regione militare dell'Esercito Popolare Vietnamita
- Comandante della 5ª regione militare dell'Esercito Popolare Vietnamita (1977-1980)
- Comandante dell'Esercito volontario del Vietnam in Cambogia

Dal 1987 al 1991 è stato Capo di stato maggiore dell'Esercito popolare del Vietnam.

## Promozioni
- Maggior generale nel 1974
- Tenente generale nel 1980
- Colonnello generale nel 1984
- Generale d'armata nel 1990

## Carriera politica
Đoàn ha servito come ministro della difesa del Vietnam sotto i primi ministri Đỗ Mười e Võ Văn Kiệt.
| Controllo di autorità | VIAF (EN) 7679257 · ISNI (EN) 0000 0000 7847 1532 · LCCN (EN) n95048888 · BNF (FR) cb150866071 (data) |